# ولد الكانز
ولد الكانز أو علاء الدين اليعقوبي هو مغني راب تونسي عُرف بوصفه في إحدى أغنياته الشرطة بـ«الكلاب» واُودع السجن بسبب ذلك ثم اُطلق سراحه، قبل أن يُحكم عليه بأربعة أشهر سجن.

## المسيرة
غنى ولد الكانز أغنية أسماها «البوليسية كلاب» انتقد فيها بشدة رجال الشرطة ووصفهم بـ«الكلاب» مما تسبب في دخوله السجن وأطلق سراحه بعد فترة.

## أعماله
- البوليسية كلاب.